# Metolius
Metolius is een plaats (city) in de Amerikaanse staat Oregon en valt bestuurlijk gezien onder Jefferson County.

## Demografie
Bij de volkstelling in 2000 werd het aantal inwoners vastgesteld op 635. In 2006 is het aantal inwoners door het United States Census Bureau geschat op 737, een stijging van 102 (16,1%).

## Geografie
Volgens het United States Census Bureau beslaat de plaats een oppervlakte van 1,1 km², geheel bestaande uit land.

## Geboren
- River Phoenix (1970-1993), filmacteur

## Plaatsen in de nabije omgeving
De onderstaande figuur toont nabijgelegen plaatsen in een straal van 36 km rond Metolius.